# 桂玉海
桂玉海（1993年5月15日—），越南足球运动员，司职后卫，为越南国家足球队队员，现效力于越南足球甲級聯賽球隊乂安藍江。
桂玉海出生于越南乂安省演州县，后随家庭搬迁至荣市。桂玉海有一个哥哥桂玉孟，两人同时受训于义安林江足球学校。
2014年东南亚足球锦标赛，越南主场对阵印度尼西亚队，桂玉海打入了自己在越南国家队的处子球。2016年东南亚足球锦标赛，半决赛第二回合，在越南队主力守门员陈元孟被红牌罚下场后，桂玉海临时客串越南队守门员。